# Hannig (Vladiken)
Hannig ist der Familienname eines böhmischen Vladikengeschlechts.
Die Familie ist zu unterscheiden von dem gleichnamigen kroatischen Adelsgeschlecht Hannig.

## Geschichte
Das Geschlecht geht zurück auf die Hannigburg in Lampersdorf im späteren Landkreis Frankenstein. Der Name ist eine westslawische Übersetzung des hebräischen Vornamens Johannes und bedeutet Gott ist gnädig. Die aus den Ländern der Krone Böhmen stammende Primogenitur war in Kursachsen als Barone qualifiziert und erlosch 1735 im Mannesstamm.

## Namensträger

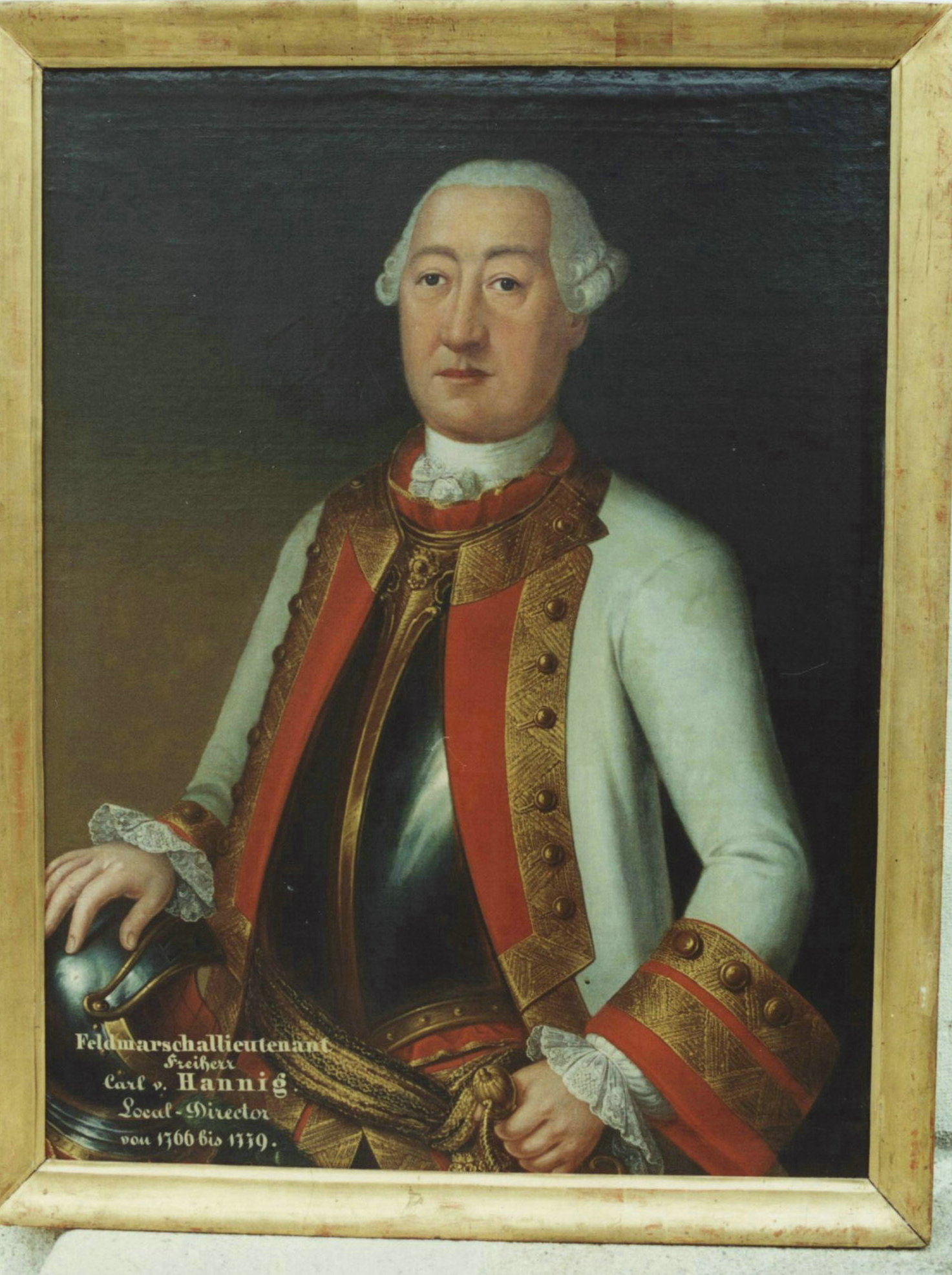
Johann Georg Carl Freiherr von Hannig

- Johann Georg Carl Freiherr von Hannig (1709/1710–1784), österreichischer Feldmarschallleutnant